# 어반리st
어반리ST는 2018년 10월 경기도 용인에 본점 오픈을 시작하여, 
2019년 9월 동탄에 경기도 최대 규모의 베이커리 카페 어반리st를 성공리에 오픈, 성장해 왔다. 
2022년 2월 18일 자연과 함께하는 어반리프 3호점을 오픈하여, 
경기도 베이커리, 커피, 인테리어 맛집으로 굳건하게 자리 잡고 있다.

## 메뉴
베이커리
최대 규모의 대형베이커리 카페이며, 평균 20대 젊은 인재들의 열정과 창의력으로 운영
-	국가에서 인증한 대한민국 제과 기능장을 비롯한 젊은 쉐프들의 빵을 해썹 인증으로 더욱더 안전하게 공급
-	빵을 최대한 맛있게 느낄 수 있도록 신선하게 제조.
-	끊임없는 개발과 엄선된 재료로 제조
-	베이커리 종류는 약 80가지로 시즌마다 새롭게 개발됨.
커피
-	뉴 크롭으로 이루어진 어반리ST만의 최고의 조합으로 매장에서 직접 로스팅
-	언제 마셔도 동일한 풍미를 느낄 수 있게 균일한 품질의 커피 맛을 위하여 섬세하게 작업
-	바리스타 모두가 오늘의 가장 맛있는 커피를 만들기 위해 노력하고 연구한다.

## 의미
‘도시마을 어반리ST’
U : US 우리는 
R : Roasting 특별한 생두로 로스팅하고 
B : Bake 신선한 빵을 구워낸다.
A : Aroma 향긋한 커피와 베이커리의 풍부한 향을 소비자들의 일상에 전달하고자
N : Nature 자연에서 온 특별하고 신선한 재료들을 사용하여 
R : Rigorous 엄격한 관리와 수준 높은 장인의 기술로 최고를 만들어낸다. 
I : Increase 우리 어반리는 고객의 행복을 지속적으로 증가시키고자 노력한다.
이 계획을 하고, 매일매일 최선을 다하여, 빵과 커피를 만들어 손님을 맞이하고 있다. 

## 특징
인테리어
-	다양한 인테리어로 촬영 섭외가 많은 어반리ST 
-	유재석, 블랙핑크 제니 , 신민아 , 이하늬, ITZY , 청하,
머쉬베놈 ,투모로우바이투게더 등 어반리 ST에서 광고 촬영

## 위치
어반리ST 본점 : 경기 용인시 기흥구 원고매로 8
어반리 ST : 경기 화성시 장지로 60 -12
어반리프 : 경기 용인시 기흥구 공세로 191  

인스타 그램 : urban.ri
유튜브 : https://www.youtube.com/channel/UCeQ3UAFnZ470T7ECq8-1FSA
블로그 : https://blog.naver.com/urbanri